# Chubut
Chubut – jedna z prowincji Argentyny, leży w południowej części kraju między 42 (stanowi granicę z prowincją Río Negro) a 46 stopniem szerokości geograficznej południowej (granica z Santa Cruz), łańcuchem Andów stanowiącym granicę z Chile i Oceanem Atlantyckim, którego wybrzeże jest wschodnią granicą prowincji.
Nazwa prowincji pochodzi z języka tehuelche, w którym chupat oznacza „przezroczysty”, słowem tym opisywali oni rzekę Chubut. Słowo chupat jest też podobne do hiszpańskiego chupar („ssać”, lub, w slangu, „upić się”), stąd pierwotna nazwa rzeki i prowincji została lekko zniekształcona, by nie budzić takich skojarzeń.
Największym miastem prowincji jest Comodoro Rivadavia liczące 125 tys. mieszkańców, położone na południu. Stolicą jednakże jest miasto Rawson (25 tys.). Inne większe miasta to Puerto Madryn, Trelew, Esquel oraz Sarmiento. Gaiman to kulturalne i demograficzne centrum regionu zwanego „Y Wladfa”, gdzie zamieszkuje duża liczba osób pochodzenia walijskiego. W prowincji Chubut mieszka łącznie około 25 tys. osób używających języka walijskiego, główne ośrodki to Trelew i Trevelin.

## Historia
Przed przybyciem Hiszpanów do Ameryki żyły tu liczne plemiona rdzennej ludności, wśród nich Tehuelcze, mieszkańcy równin Patagonii. W XVII i XVIII w. rozpoczęli tu działalność hiszpańscy misjonarze, najsławniejszym z nich był ojciec Nicolás Mascardi. W połowie XVIII w. misjonarze założyli fort San José Fort na Półwyspie Valdés, został on jednakże później zniszczony przez miejscowe plemiona. W XIX w. przybyli tu na statku Mimosa walijscy osadnicy, którzy osiedlili się w dolinie rzeki Chubut.
W efekcie Conquista del Desierto („Podboju pustyni”), utworzono w 1884 roku Terytorium Narodowe Chubut. Jego pierwszym gubernatorem został Luis Fontana. Na początku XX w., po II wojnie burskiej w miejscowości Sarmiento oraz jego okolicy osiedlili się Burowie.
W roku 1944 z południowej części Chubut oraz północnej części Santa Cruz utworzono strefę zmilitaryzowaną pod nazwą Comodoro Rivadavia. Strefę zlikwidowano w 1955, przyznając równocześnie status prowincji dotychczasowemu „terytorium narodowemu” Chubut.
Ciągły napływ ludności w ostatnich dziesięcioleciach XX w., zwłaszcza z Buenos Aires, spowodował wzrost liczby mieszkańców Chubut ze 190 000 (1970) do 357 000 (1991) i 413 237 (2001). Jednakże większość imigrantów osiedla się w większych ośrodkach wzdłuż rzeki Chubut, natomiast na pozostałym obszarze prowincji gęstość zaludnienia nadal nie osiąga 1 osoby na km².

## Gospodarka

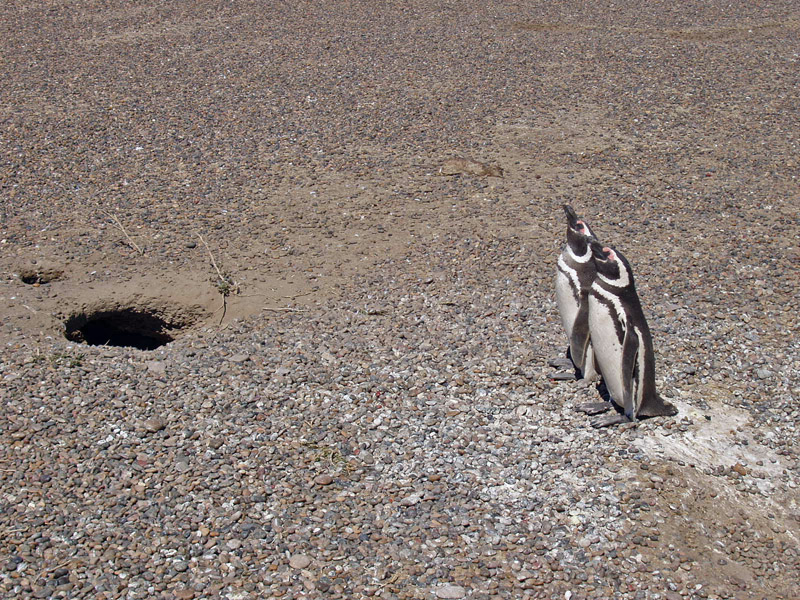
Para pingwinów magellańskich (Spheniscus magellanicus) szuka gniazda na Punta Tombo

Główną gałęzią gospodarki prowincji jest wydobycie i przetwórstwo ropy naftowej. Prowincja Chubut dostarcza 13% krajowej produkcji tego surowca. Hodowla owiec straciła na znaczeniu, odkąd wełnę zastąpiły materiały syntetyczne, nadal jednak pozostaje ważną gałęzią tutejszej gospodarki. Prowincja Chubut ma też 21% udziału w argentyńskim rybołówstwie.

### Turystyka
Turystyka jest rozwijającą się gałęzią gospodarki w prowincji Chubut. Główną atrakcją turystyczną jest Półwysep Valdés i inne rezerwaty dzikiej przyrody, takie jak Punta Tombo i Punta Ninfas, z waleniami, uszatkami, słoniami morskimi, pingwinami, orkami i wieloma innymi gatunkami zwierząt. W regionie Andów w Parku Narodowym Los Alerces znajdują się piękne jeziora, a szlaki piesze w okolicach Esquel odwiedzane są corocznie przez wielu turystów. Inne atrakcje to zabytkowy pociąg La Trochita (znany jako „Ekspres Staropatagoński”) rozsławiony przez Paula Theroux oraz znajdujący się w pobliżu Sarmiento park o powierzchni 150 km² z ciekawym drzewostanem.

## Transport
Droga krajowa numer 3 biegnie wzdłuż wybrzeża, łącząc prowincję Chubut z Buenos Aires na północy oraz Ziemią Ognistą na południu. The Ruta Nacional 25 przecina Chubut ze wschodu na zachód, łącząc Trelew i Esquel, lecz na połowie długości nie jest jeszcze utwardzona. Komunikację ze stolicą Argentyny i wieloma miastami zapewniają dalekobieżne autobusy. Połączenia między miastami prowincji zapewniają autobusy o krótszych trasach, kursujące na ogół raz dziennie.
Port lotniczy Trelew (kod IATA: REL) zapewnia regularne połączenia z Buenos Aires i El Calafate. Inne porty lotnicze to Comodoro Rivadavia, Rawson i Esquel.

## Podział administracyjny

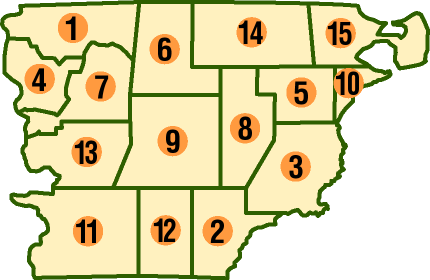
Departamenty prowincji Chubut

Prowincja Chubut jest podzielona na 15 departamentów (departamentos).
Department (Stolica)
1. Cushamen (Leleque)
2. Escalante (Comodoro Rivadavia)
3. Florentino Ameghino (Camarones)
4. Futaleufú (Esquel)
5. Gaiman (Gaiman)
6. Gastre (Gastre)
7. Languiñeo (Tecka)
8. Mártires (Las Plumas)
9. Paso de Indios (Paso de Indios)
10. Rawson (Rawson)
11. Río Senguerr (Alto Río Senguerr)
12. Sarmiento (Sarmiento)
13. Tehuelches (José de San Martín)
14. Telsen (Telsen)
15. Biedma (Puerto Madryn)

## Instytucje
Chubut należy do diecezji Comodoro Rivadavia kościoła katolickiego. Katedra pw. Jana Bosko znajduje się w Comodoro Rivadavia, biskupem od 2005 roku jest Virginio Domingo Bressanelli. Inne wyznania religijne w Chubut to luteranie (głównie Walijczycy) oraz muzułmanie, mający własne miejsca kultu w Comodoro Rivadavia.
Uniwersytet prowincji nosi nazwę Universidad Nacional de la Patagonia San Juan Bosco, jego siedzibą jest Comodoro Rivadavia, lecz posiada też ośrodki zamiejscowe w Esquel, Trelew i Puerto Madryn, a poza Chubut w Ushuaia na Ziemi Ognistej.